# SBB Re 450 sorozat

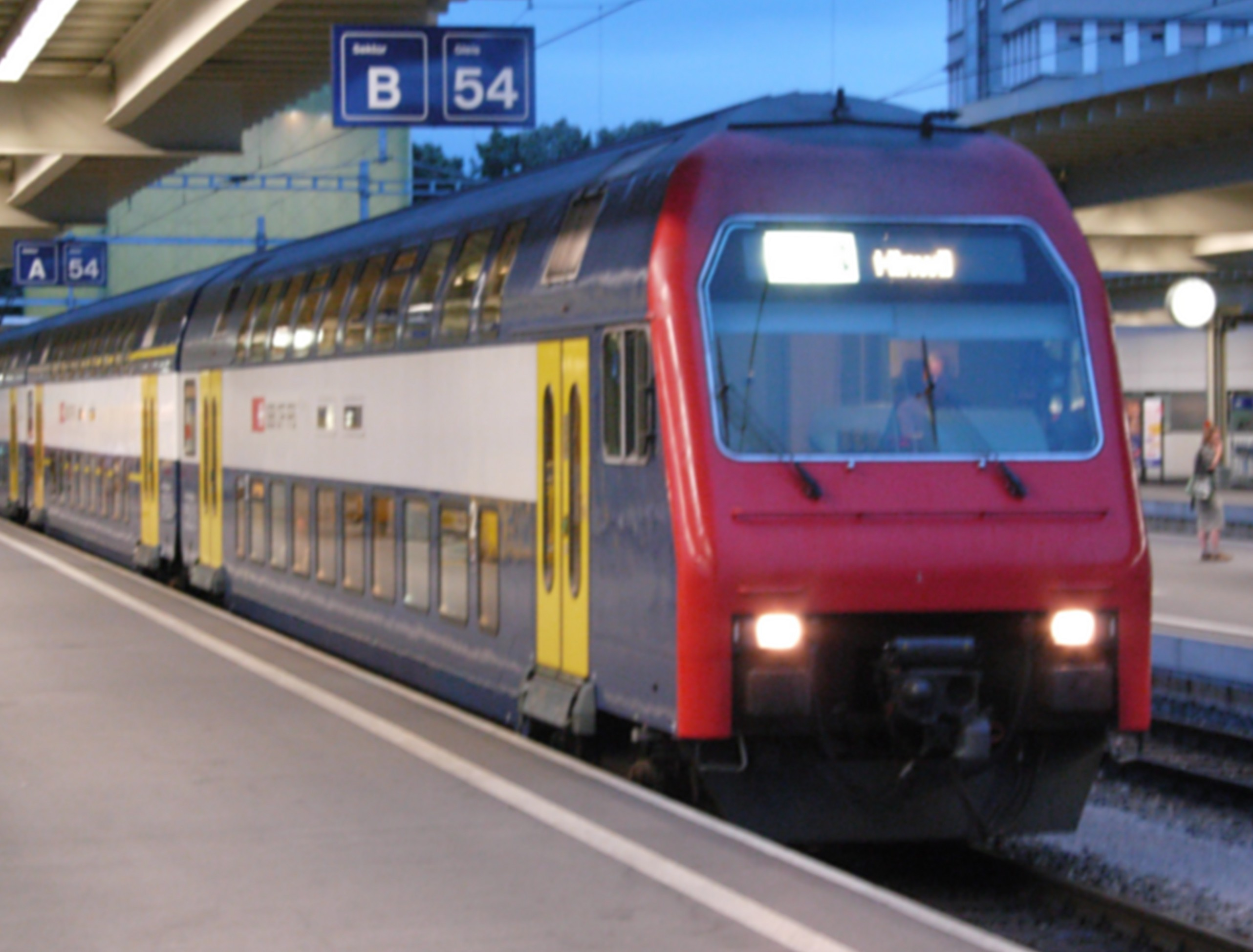
A vezérlőkocsi

Az SBB Re 450 sorozat egy svájci 15 kV, 16,7 Hz váltakozó áramú, Bo'-Bo' tengelyelrendezésű villamosmozdony-sorozat. Az Zürichi S-bahn üzemelteti. Összesen 115 db készült belőle. A mozdony egy vezetőállásos vezérlőkocsival és hat emeletes személykocsival összekapcsolva üzemel, mint ingavonat a Zürich környéki S-Bahn vonalakon.